# 二乙基丙二酸二乙酯
二乙基丙二酸二乙酯是一种有机化合物，化学式为C11H20O4，它是丙二酸二乙酯的衍生物，可用于合成巴比妥。

## 应用
它在强碱（如乙醇钠）作用下可与尿素反应，生成巴比妥酸类化合物。